# Albert Dietz (Architekt, 1958)

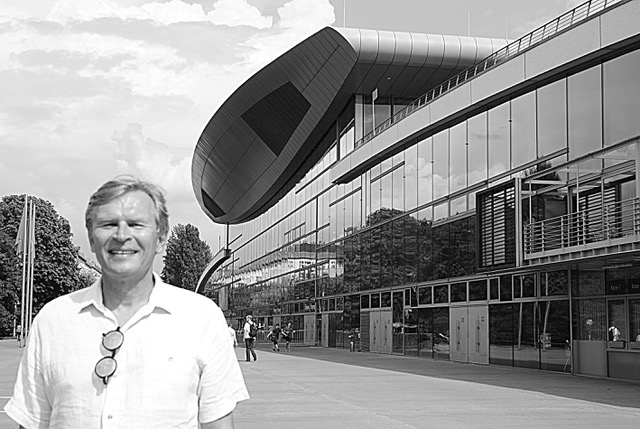
Albert Dietz vor der Max-Schmeling-Halle, Berlin

Albert Dietz (* 1. Oktober 1958 in Saarbrücken) ist ein deutscher Architekt.

## Leben
Albert Dietz studierte von 1979 bis 1986 Architektur an der TU Darmstadt. Von 1986 bis 1987 absolvierte er Postgraduate Studies an der University of Oregon in Eugene (Fulbright-Stipendium, M.Arch.).
Von 1987 bis 1989 folgte eine freie Mitarbeit im Büro ABB Architekten in Frankfurt am Main.
Seit 1989 ist er freiberuflicher Architekt und gründete mit Anett-Maud Joppien und Jörg Joppien das Architekturbüro Joppien Dietz Architekten GbR in Frankfurt am Main, ab 1992 mit einer Niederlassung in Berlin, seit 1998 in Potsdam. 1996, nach Ausscheiden von Jörg Joppien, setzte er die Büropartnerschaft mit Anett-Maud Joppien unter Dietz Joppien Architekten GbR fort, ab 2004 als AG, ab 2019 als Dietz Joppien Planungsgesellschaft mbH unter Beteiligung der agn-Gruppe.
Von 1989 bis 1993 war er Lehrbeauftragter an der TU Darmstadt bei Moritz Hauschildt am Lehrstuhl „Entwerfen und industrielle Methoden der Baukonstruktion“. 1998 übernahm er eine Gastdozentur an der TU Hannover im Fachgebiet Städtebau. Er engagierte sich in der Lehre über Vorträge, Gastkritiken und Seminare von 2004 bis 2011 an der Bergischen Universität Wuppertal im Fachgebiet Entwerfen und Konstruieren und ab 2011 an der TU Darmstadt im Fachgebiet Entwerfen und Gebäudetechnologie.
Er ist seit 1990 Mitglied in der Architekten- und Stadtplanerkammer Hessen und seit 1995 im Bund Deutscher Architekten BDA. Von 2000 bis 2008 war er Vorsitzender des BDA Frankfurt am Main. Seit 1996 engagiert er sich als Preisrichter in nationalen und internationalen Architekturjurys.
Zahlreiche erfolgreiche Wettbewerbsbeiträge wurden realisiert und ausgeführte Projekte mit einschlägigen nationalen und internationalen Architekturpreisen ausgezeichnet sowie national und international veröffentlicht.

## Werke (Auswahl)
- Max-Schmeling-Halle, Berlin, 1996
- Schulungszentrum Flughafen, Frankfurt am Main, 1993
- Lichtbahnhof – Flughafen Hannover, Hannover, 1999
- Wohngebiet Sauerland, Wiesbaden, 2001
- Neuer Lustgarten Potsdam, Potsdam, 2001 / 2015
- Logistikzentrale Neckermann Versand AG, Frankfurt am Main, 2001
- Wohnhochhäuser Solitäre 7 und 8, Frankfurt am Main, 1999 / 2002
- Feuerwehrtechnisches Zentrum, Beelitz –Heilstätten, 2002
- UFO Loft- und Gewerbehaus, Frankfurt am Main, 2005
- Produktfamilie DB-Servicepoint, Bahnhöfe der DB AG, 2006 mit Unit Design GmbH
- Messe Helsinki, Helsinki, 2010
- Wohn- und Geschäftshaus Oskar-von-Miller-Straße, Frankfurt am Main, 2010
- Wohn- und Geschäftshäuser Am Kaffeelager, Überseequartier Hafencity Hamburg, 2010 mit Trojan + Trojan
- BMW Niederlassung, Frankfurt am Main, 2015
- Büro- und Wohnhochhaus Taunusturm, Frankfurt am Main, 2016, Lph. 5 mit Braun&Volleth Architekten GmbH
- ETA-Modellfabrik der TU Darmstadt, Darmstadt, 2016
- Wohnhochhaus Praedium, Frankfurt am Main, 2017
- Marienturm, Frankfurt am Main, 2019, Lph. 5
- One Forty West, Frankfurt am Main, 2020, Lph. 5 mit cyrus moser architekten